# Dälek

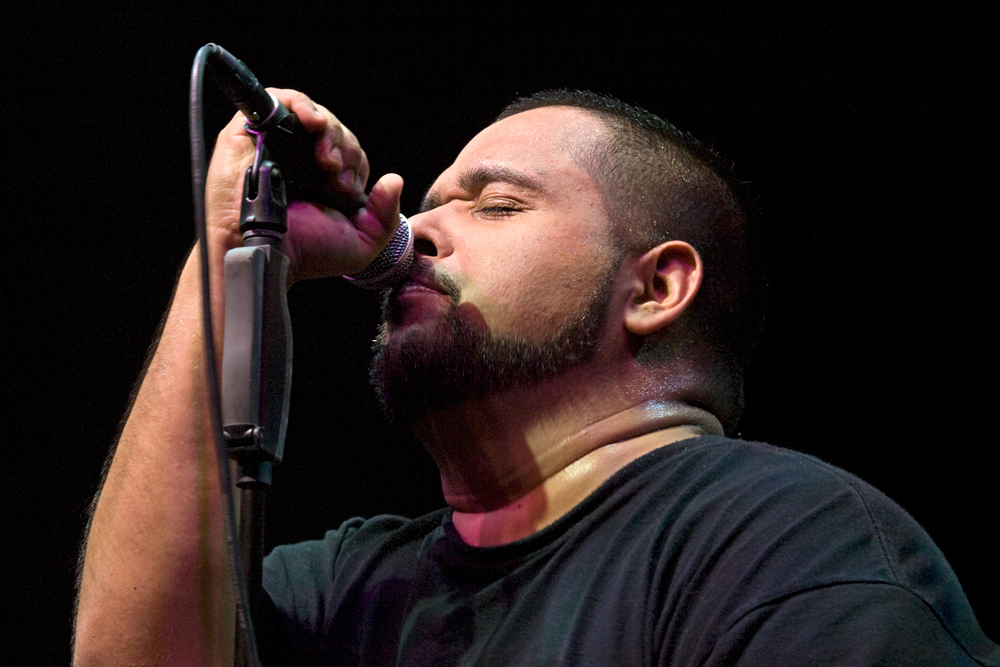
Dälek, Moers Festival 2008

Dälek ist eine US-amerikanische Hip-Hop-Gruppe aus Newark, New Jersey.

Dälek beim Konzert am 19. Dezember 2004 im Club W71 in Weikersheim

Dälek besteht aus MC Dälek (Will Brooks, MC), The Oktopus (Alap Momin, Produzent) und Still (Hsi-Chang Lin, DJ, Produzent). Dälek produzieren relativ düsteren, experimentellen Hip-Hop. Im Gegensatz zu fast allen anderen aktuellen Hip-Hop-Acts trägt dabei der Rap nicht das Hauptgewicht des Stückes, sondern Sounds und Beats spielen eine mindestens ebenso große Rolle. Meistens ist MC Dälek deshalb in den Aufnahmen auch nicht nach vorne gemischt. Er selbst sagt dazu: Lyrics have always been essential to hip hop, but it doesn't have to sound like karaoke. Zu ihren größten Vorbildern zählen My Bloody Valentine, die Soundbastler der frühen 1990er Jahre. Ebenso Klassiker des Hip Hops wie Public Enemy oder Boogie Down Productions. Insbesondere mit Public Enemy und The Bomb Squad werden sie meistens in Besprechungen verglichen.
Die Band bezieht sich genre-untypisch oft auf Einflüsse aus Rock- und Experimentalmusik. Sie tourten bereits zusammen mit den Melvins, ISIS und Jesu, veröffentlichten eine gemeinsame Platte mit der Krautrock-Band Faust. Seit dem zweiten Album veröffentlichen sie zusammen auf Ipecac Recordings, dem Label von Mike Patton. Andere Kollaborationen waren elektronischer orientiert, wie beispielsweise mit Kid 606 oder Techno Animal. Zurzeit produzieren sie eine Single mit der Country-Musikerin Laura Minor. Sie sehen sich dabei in der Tradition des frühen und experimentellen Hip-Hops und verweisen insbesondere auf Afrika Bambaataa, der selbst Musik aller Stilrichtungen in seine Musik eingebracht habe.
Im Jahr 2005 trennte man sich von DJ Still, da Will & Oktopus beschlossen, in Zukunft wieder – wie früher – mit wechselnden Gast-DJs und -Musikern zu arbeiten.

## Diskografie
full-length:
- 2022: Precipice (Ipecac)
- 2017: Endangered Philosophies (Ipecac)
- 2016: Asphalt for Eden (Ipecac)
- 2009: Gutter Tactics (Ipecac)
- 2007: Abandoned Language (Ipecac)
- 2005: Absence (Ipecac)
- 2004: Derbe Respekt Alder (faust vs. dälek – Staubgold)
- 2002: From Filthy Tongue Of Gods And Griots (Ipecac)
- 1997: Negro, Necro, Nekros (Gern Blandsten)

split:
- 2005: Dälek vs. Zu (Psychotica Records)
- 2005: Dälek vs. Oddateee (Delboy)
- 2004: Faust vs. Dälek (bomb mitte)
- 2003: Dälek vs. Velma (Namseiko)
- 2002: Dälek vs. Kid606 (Tigerbeat6)
- 2000: Dälek vs. Techno Animal (Matador Records)

limited edition:
- 2006: Streets All Amped (Ad noiseam)